# Ekesås
Ekesås is een plaats in de gemeente Växjö in het landschap Småland en de provincie Kronobergs län in Zweden. De plaats heeft 90 inwoners (2005) en een oppervlakte van 15 hectare. Ekesås ligt in een open plek omsloten door bos, ook liggen er enkele meren zoals het Helgasjön in de directe omgeving van de plaats. De stad Växjö ligt zo'n tien kilometer ten zuidoosten van het dorp.